# Damarchus montanus
Damarchus montanus is een spinnensoort in de taxonomische indeling van de bruine klapdeurspinnen (Nemesiidae).
Damarchus montanus werd in 1890 beschreven door Thorell.